# 安巴托縣 (厄瓜多爾)
1°14′30″S 78°37′11″W / 1.24167°S 78.61972°W
安巴托縣（西班牙語：Cantón Ambato），是厄瓜多爾的縣份，位於該國中部，由通古拉瓦省負責管轄，始建於1824年6月24日，面積1,009平方公里，海拔高度3,500米，2010年人口329,856，人口密度每平方公里326.91人。